# Leptothele bencha
Espèce
Leptothele bencha est une espèce d'araignées mygalomorphes de la famille des Euagridae.

## Distribution
Cette espèce est endémique de Thaïlande. Elle se rencontre près du littoral dans les provinces de Krabi, de Phang Nga, de Phuket, de Trang et de Satun.

## Description
Le mâle holotype mesure 3,7 mm et la femelle paratype 4,8 mm.

## Étymologie
Son nom d'espèce lui a été donné en référence au lieu de sa découverte, le parc national de Khao Phanom Bencha.

## Publication originale
- Raven & Schwendinger, 1995 : « Three new mygalomorph spider genera from Thailand and China (Araneae). » Memoirs of the Queensland Museum, vol. 38, no 2, p. 623-641 (texte intégral).